# Bahnstrecke Norfolk–Medway
| Streckenlänge: | 6 km                                       |                                    |                                    |
| Spurweite: | 1435 mm (Normalspur)                       |                                    |                                    |
| Zweigleisigkeit: | –                                          |                                    |                                    |
| |                                            |                                    |                                    |
| Gesellschaft: | zuletzt Boston, Hartford and Erie Railroad |                                    |                                    |
| \| \| \| von Dedham \| \| \| \| 0 \| Norfolk MA (früher North Wrentham) \| Norfolk MA (früher North Wrentham) \| \| \| \| nach Willimantic \| \| \| \| \| Charles River \| \| \| \| 3 \| Rockville MA \| Rockville MA \| \| \| 6 \| Medway MA \| Medway MA \| |                                            |                                    |                                    |
| Strecke |                                            | von Dedham                         | von Dedham                         |
| Bahnhof | 0                                          | Norfolk MA (früher North Wrentham) | Norfolk MA (früher North Wrentham) |
| Abzweig ehemals geradeaus und nach links |                                            | nach Willimantic                   | nach Willimantic                   |
| Brücke über Wasserlauf (Strecke außer Betrieb) |                                            | Charles River                      | Charles River                      |
| Haltepunkt / Haltestelle (Strecke außer Betrieb) | 3                                          | Rockville MA                       | Rockville MA                       |
| Kopfbahnhof Streckenende (Strecke außer Betrieb) | 6                                          | Medway MA                          | Medway MA                          |

Die Bahnstrecke Norfolk–Medway (auch Medway Branch) ist eine Eisenbahnstrecke in Massachusetts (Vereinigte Staaten). Sie ist rund sechs Kilometer lang und verbindet die Städte Norfolk und Medway. Die Strecke ist stillgelegt und die Gleisanlagen sind abgebaut.

## Geschichte
Beim Bau der Strecke der Norfolk County Railroad im Jahr 1849 war die Stadt Medway übergangen worden, um eine geradlinigere Streckenführung zu erreichen. Da die Stadt dennoch einen Eisenbahnanschluss wünschte, gründeten ortsansässige Unternehmer am 1. Mai 1849 die Medway Branch Railroad, die am 10. Juni 1850 formal aufgestellt wurde und eine Stichstrecke von Norfolk an der Strecke der Norfolk County Railroad nach Medway baute und am 29. Dezember 1852 eröffnete. Den Betrieb führte die Norfolk County Railroad, die die Bahn noch vor Baubeginn gepachtet hatte.
1861 eröffnete die Charles River Railroad ebenfalls eine Bahnstrecke nach Medway, über die man Boston auf direkterem Wege und ohne Umsteigen erreichen konnte. Die Zweigstrecke von Norfolk nach Medway wurde am 12. Mai 1864 an die Boston, Hartford and Erie Railroad verkauft, die sie noch im gleichen Jahr stillgelegte und abbaute. 

## Streckenbeschreibung
Die Strecke zweigte unmittelbar am Bahnhof Norfolk aus der Bahnstrecke Dedham–Willimantic ab und führte nordwestwärts. In Norfolk erinnert heute noch die Straße Medway Branch, die später auf der Bahntrasse angelegt wurde, an die Strecke. Kurz vor der einzigen Zwischenstation Rockville überquerte die Strecke den Charles River. Die genaue Lage des Endbahnhofs in Medway ist nicht mehr zu ermitteln.